# Píxel-Bit
Pixel-Bit. Revista de Medios y Educación es una revista científica española de acceso abierto. Está dedicada a la investigación sobre Tecnología Educativa. En los últimos años, Pixel-Bit se ha posicionado en diversos índices internacionales de calidad de revistas científicas, como SCOPUS (SJR) o Emerging Sources Citation Index (ESCI). Además, la revista está presente en múltiples redes sociales y canales multimedia como Facebook, Twitter, Academia.edu o YouTube.

## Historia
Se comenzó a editar en el año 1994 en el Secretariado de Recursos Audiovisuales de la Universidad de Sevilla. Actualmente pertenece al Grupo de Investigación Didáctica: Análisis Tecnológico y Cualitativo de los Procesos de Enseñanza-Aprendizaje (HUM-390). Lleva publicando de forma ininterrumpida desde su año de creación. Desde 2019, su periodicidad es cuatrimestral, con números en el mes de enero, mayo y agosto. Publica 30 artículos anuales, con un acervo de más de 1000 artículos publicados.

## Características
La revista es de acceso abierto, permitiendo la publicación y visualización de los artículos de manera gratuita en su web oficial. Todos los artículos están accesibles en formato Pdf. Además, cuenta con el Sello de Calidad FECYT, tras la realización de una evaluación de la calidad editorial y científica de las revistas científicas españolas realizada por la Fundación Española para la Ciencia y la Tecnología (FECYT). Píxel-Bit sigue un proceso riguroso de revisión por pares, auditado por el Repositorio Español de Ciencia y Tecnología (RECYT). Dicho proceso está gestionado por la plataforma Open Journal Systems, un software de código abierto.